# Derek Riggs
Derek Riggs (* 13. února 1958 Portsmouth, Anglie) je současný britský umělec, jehož mediálně asi nejznámějším počinem bylo vytvoření maskota pro heavymetalovou skupinu Iron Maiden. Jeho jméno je „Eddie“ a je na obálkách většiny jejich alb.
Je také známý pro spolupráci se skupinou Gamma Ray.